# Elaphoglossum nilgiricum
Elaphoglossum nilgiricum är en träjonväxtart som beskrevs av Vladimír Joseph Krajina och Sledge. Elaphoglossum nilgiricum ingår i släktet Elaphoglossum och familjen Dryopteridaceae. Inga underarter finns listade.